# Flowmon Networks
Flowmon Networks je česká technologická společnost zabývající se vývojem a výrobou produktů pro monitorování a zabezpečení počítačových sítí a aplikací. Dodává hardware a software pro monitorování síťového provozu na bázi IP toků (standardy NetFlow, IPFIX a další), analýzu chování sítě, řízení výkonnosti aplikací a ochranu před DDoS útoky. 
Produkty společnosti jsou určeny především pro správce sítí a aplikací a bezpečnostní specialisty v podnicích i institucích veřejné správy. 

## Historie
Společnost Flowmon Networks vznikla v roce 2007 v Brně pod názvem Invea-Tech, a.s. na základě transferu technologií z vědeckého sdružení CESNET. Základem produktu Flowmon byl prototyp zařízení pro monitorování vysokorychlostních sítí, který vzešel z výzkumného projektu Liberouter pod sdružením CESNET. Zakladatelé firmy pochází z Masarykovy univerzity v Brně, Vysokého učení technického v Brně, sdružení CESNET a firmy UNIS. V roce 2013 společnost koupila firmu AdvaICT, která rozšířila portfolio o nástroj pro behaviorální analýzu sítě a detekci anomálií. V roce 2015 se společnost rozštěpila. Z části Invea-Tech, a.s. věnující se vývoji řešení Flowmon vznikla společnost Flowmon Networks. Z oddělení pro vývoj FPGA karet vznikla společnost Netcope Technologies, která se zabývá vývojem síťových karet. Již jako Flowmon Networks koupila společnost v roce 2016 firmu FerretApps, která rozšířila portfolio firmy v oblasti monitorování výkonu aplikací.

## Technologie
Flowmon Networks vyvíjí produkty využívající technologii monitorování síťového provozu na bázi IP toků (standardy NetFlow, IPFIX, sFlow, NetStream Lite, jFlow, cflowd). Ta je také označována jako tzv. monitoring nové generace, aby se odlišila od standardního infrastrukturního monitoringu realizovaného především protokolem Simple Network Management Protocol (SNMP). Monitoring síťového provozu vytváří agregované statistiky o veškerých datových přenosech, dochází k abstrakci od jednotlivých paketů a obsah komunikace není sledování. Tyto statistiky reprezentují datové toky v síti informující o IP adresách, objemech přenesených dat, času, portech, protokolech a dalších technických parametrech TCP/IP komunikace na třetí a čtvrté síťové vrstvě referenčního modelu ISO/OSI.

## Ocenění
Společnost Invea-Tech byla v roce 2013 zařazena mezi 100 nejvíce inovativních společností Evropy podle programu ACE a pravidelně se umisťuje v žebříčku TOP 100 ICT společností v České republice, který sestavuje časopis ComputerWorld. Aktuální seznam ocenění, které společnost Flowmon Networks a její produkty získaly, lze nalézt na oficiálních stránkách společnosti. Flowmon Networks byla v roce 2016 jako jedna z mála českých firem zařazena do reportu agentury Gartner, největší světové analytické a poradenské firmy v oboru ICT na světě.